# Mirny (oblast de Koursk)
Pour les articles homonymes, voir Mirny.
Mirny (en russe : Мирный) est un village du selsoviet de Zamostié du raïon de Soudja dans l'oblast de Koursk, en Russie. Sa population s'élevait à 284 habitants au recensement de 2021.

## Géographie
Le village de Mirny se situe dans l'oblast de Koursk, un oblast de la partie européenne de la Russie. Le village fait partie du raïon de Soudja, avec Soudja comme centre administratif. Il se trouve dans le selsoviet de Zamostié, une municipalité, avec le village de Zamostié comme chef-lieu.

## Démographie
Recensements (*) et estimations de la population :
| 2002 * | 2010* | 2021* | - |
| ------ | ----- | ----- | - |
| 332    | 305   | 284   | - |